# كروفورد إف. باركر
كروفورد إف. باركر هو سياسي أمريكي، ولد في 20 سبتمبر 1906 في دانفيل في الولايات المتحدة، وتوفي في 15 فبراير 1986. نشط حزبياً في الحزب الجمهوري. وقد انتخب نائب حاكم إنديانا ‏.